# Saint-Victor-de-Malcap
Saint-Victor-de-Malcap ist eine französische Gemeinde mit 827 Einwohnern (Stand: 1. Januar 2022) im Département Gard der Region Okzitanien (vor 2016 Languedoc-Roussillon). Meyrannes gehört zum Arrondissement Alès und zum Kanton Rousson (bis 2015 Saint-Ambroix).

## Geografie
Saint-Victor-de-Malcap liegt etwa 20 Kilometer nordöstlich von Alès am Cèze, der die Gemeinde im Süden und  Westen begrenzt, in den Cevennen. Umgeben wird Saint-Victor-de-Malcap von den Nachbargemeinden Saint-Brès im Norden und Nordwesten, Saint-Sauveur-de-Cruzières im Norden und Nordosten, Saint-Jean-de-Maruéjols-et-Avéjan im Osten, Rochegude im Osten und Südosten, Saint-Denis im Südosten, Potelières im Süden sowie Saint-Ambroix im Westen und Südwesten.

## Bevölkerungsentwicklung
| Jahr                      | 1962 | 1968 | 1975 | 1982 | 1990 | 1999 | 2006 | 2013 |
| Einwohner                 | 485  | 412  | 412  | 505  | 506  | 538  | 629  | 829  |
| Quelle: Cassini und INSEE |      |      |      |      |      |      |      |      |

## Sehenswürdigkeiten

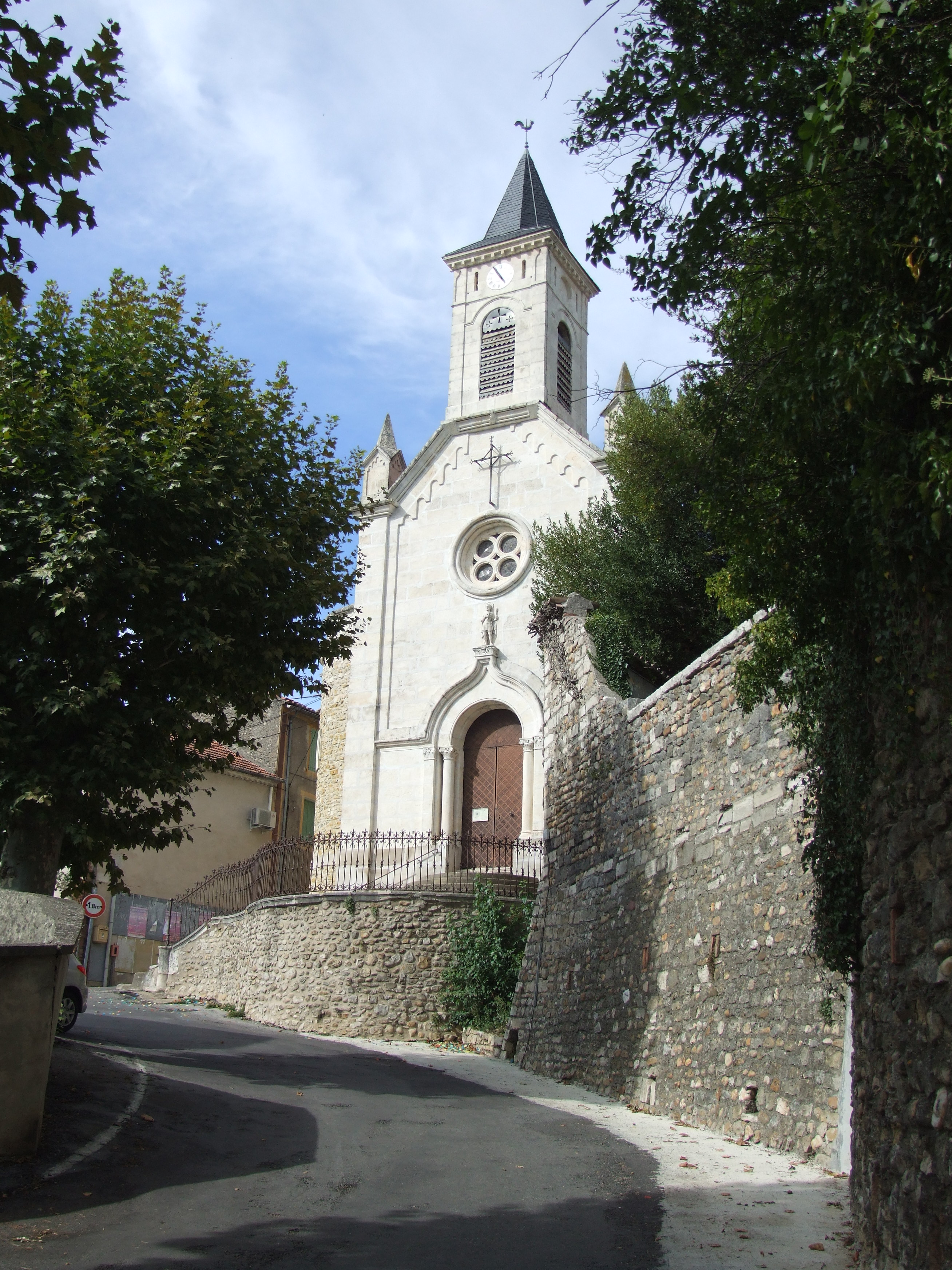
Kirche

- Kirche
- Schloss